# اندروتس
اندروتس (به مجاری: Endrőc) یک منطقهٔ مسکونی در مجارستان است که در ناحیهٔ سیگت‌وار واقع شده‌است. اندروتس ۱۱٫۳۳ کیلومتر مربع مساحت و ۳۶۲ نفر جمعیت دارد.